# 裸眼3D
裸眼3D是一种不需要讓人佩戴特殊头盔或3D眼鏡就能看見立体图像的技術，此種技術始於1985年。現今有许多组织开发了裸眼3D显示器。